# Viva Las Vegas (nummer)
Viva Las Vegas is een in 1964 door Doc Pomus en Mort Shuman geschreven liedje. Elvis Presley nam het in datzelfde jaar op voor zijn film Viva Las Vegas.

## Het nummer
Viva Las Vegas kwam uit als single met het nummer "What'd I Say" als B-kant. Het bereikte de 29e plaats in de Billboard Hot 100. In het Verenigd Koninkrijk bereikte het nummer een 17e plaats in de hitlijsten.
Viva Las Vegas wordt regelmatig gebruikt in talloze films en sitcoms als referentie naar de stad Las Vegas, dan wel als expressie van vreugde. De versie van Dead Kennedys wordt gebruikt in de film Fear and Loathing in Las Vegas' (1998) van Terry Gilliam.

## Coverversies
Een kleine greep uit artiesten en groepen die Viva Las Vegas coverden:
- ZZ Top (#29 in de Nederlandse Top 40 in 1992)
- Wayne Newton
- The Residents
- The Misfits
- Nine Inch Nails
- Dolly Parton & the Grascals
- Engelbert Humperdinck
- The Stray Cats
- The Blues Brothers
- Mort Shuman
- Dead Kennedys
- Bruce Springsteen

## Trivia
- In 2002 vroeg de stad Las Vegas om het nummer als "officieel stadnummer" te gebruiken. Onderhandelingen met Elvis Presley Enterprises liepen spaak omdat er geen consensus over de prijs ontstond. De rechten op het nummer zijn echter sinds 1993 niet meer in handen van EPE, maar van Pomus en Shuman.
- Het gerucht gaat dat Pomus ten tijde van het schrijven van de tekst nog niet in Las Vegas was geweest; pas dertig jaar later bezocht Pomus gebieden ten westen van Newark (New Jersey).
- Elvis heeft het nummer tijdens zijn vele live optredens in Las Vegas nooit gezongen.